# Jelena Zjupijeva
Jelena Zjupijeva-Vysova (ryska: Елена Жулева-Вязова), född den 18 april 1960, är en ukrainsk före detta friidrottare som tävlade i långdistanslöpning för Sovjetunionen.
Zjupijeva två främsta meriter är dels silvret på 10 000 meter från VM 1987 i Rom. Hon blev i tävlingen bara slagen av Norges Ingrid Kristiansen. Dels bronset från Olympiska sommarspelen 1988 i Seoul även det på 10 000 meter. 

## Personliga rekord
- 10 000 meter - 31.09,40 från 1987